# Ricciarelli
I ricciarelli sono un dolce tipico senese a base di mandorle, zucchero, albume d'uovo.
I ricciarelli sono preparati con una pasta di mandorle a grana grossa simile al marzapane, lavorata a lungo e arricchita da scorza di arancia candita e aroma di vaniglia. L'impasto così ottenuto viene tagliato in piccole losanghe a forma di chicco di riso che vengono poggiate su una foglia di ostia. Dopo la cottura in forno la superficie rugosa e screpolata viene rivestita di zucchero a velo.
Nati nel XIV secolo nelle corti toscane, seguendo antiche origini orientali. La leggenda narra che fu il cavaliere Ricciardetto Della Gherardesca a introdurre questi dolci che gli ricordavano le scarpe con la punta arricciata tipica delle calzature mediorientali (da cui il nome "ricciarelli") al ritorno dalle crociate, nel suo castello vicino a Volterra.
In tempi recenti sono state prodotte varianti arricchite con cioccolato in superficie.
Attualmente sono apprezzati soprattutto come dolce natalizio. Si consumano con vini da dessert, in particolare con Moscadello di Montalcino Vendemmia Tardiva e con Vin santo toscano.

## Ricciarelli di Pomarance
I ricciarelli di Pomarance sono una variante che utilizza un impasto simile a quello senese che viene poi riposto su una foglia di ostia circolare senza che gli venga data una forma particolare ed in modo non completamente uniforme. Il ricciarello viene poi ricoperto con zucchero a velo.
Questa variante è disponibile presso i principali panifici e pasticcerie di Pomarance e di buona parte della Val di Cecina.

## Marchio IGP
È il primo prodotto dolciario per l'Italia ad avere la tutela europea. Nel marzo 2010, la denominazione Ricciarelli di Siena è stata riconosciuta come indicazione geografica protetta (IGP).
L'autorità pubblica incaricata di effettuare i controlli sulla indicazione geografica protetta Ricciarelli di Siena è la Camera di Commercio Industria Artigianato ed Agricoltura di Siena.